# Bistum Fiesole
Das Bistum Fiesole (lat.: Dioecesis Fesulana, ital.: Diocesi di Fiesole) ist eine in Italien gelegene römisch-katholische Diözese mit Sitz in Fiesole.

## Geschichte
Das Bistum Fiesole wurde im 1. Jahrhundert errichtet und dem Heiligen Stuhl direkt unterstellt. Am 10. Mai 1419 wurde das Bistum Fiesole dem Erzbistum Florenz als Suffraganbistum unterstellt.
Das Priesterseminar des Bistums Fiesole wurde am 8. Mai 1575 errichtet.

## Weblinks

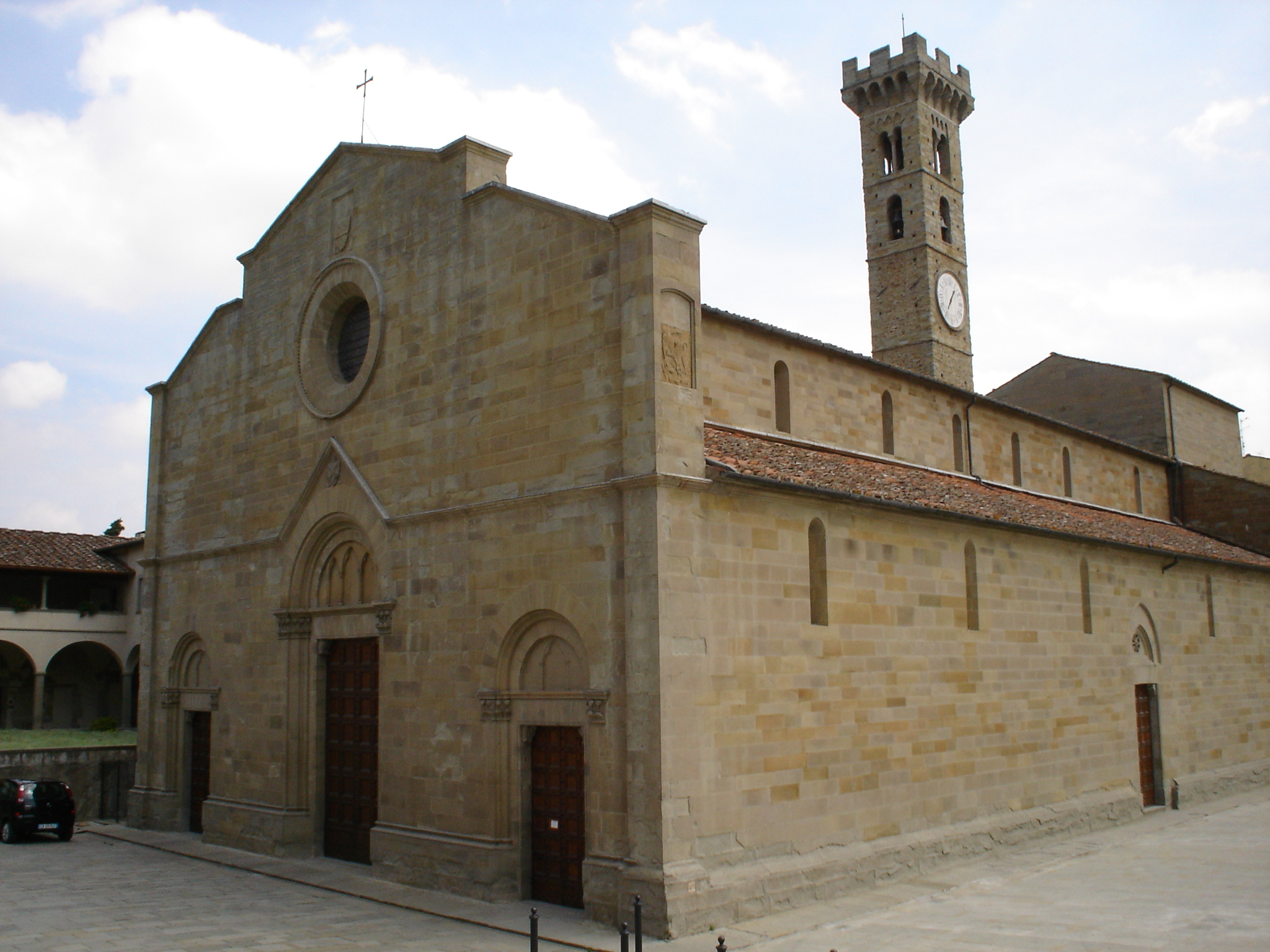
Kathedrale San Romolo in Fiesole